# Classe Crown Colony
La classe Crown Colony était une classe de croiseurs légers de la Royal Navy nommés d'après les colonies de la Couronne de l'Empire britannique. Les huit premiers navires construits sont regroupés dans une sous-classe appelée Fidji, tandis que les trois derniers, construits selon une conception légèrement modifiée, sont regroupés dans la sous-classe Ceylon.

## Avant-propos et conception
Le Traité de Washington était valable jusqu'au 31 décembre 1936 mais pouvait être reconduit automatiquement si aucun pays ne le dénonçait. Le Japon et la France le dénoncent fin 1934 et entament sérieusement leur réarmement, créant ou tentant de créer une marine pouvant combattre les Allemands et les Italiens.
Le 18 juin 1935 est signé l'Accord naval anglo-allemand qui officialisait la politique de réarmement naval et annulait de facto les clauses navales du traité de Versailles.
Selon ce traité, la Kriegsmarine pouvait aligner un tonnage correspondant à 35 % du tonnage de la Royal Navy et 45 % pour les sous-marins ce qui signifie que les Allemands pouvaient construire 183 750 tonnes de cuirassés ou assimilés, de 51 380 tonnes de croiseurs lourds, de 67 720 tonnes de croiseurs légers, de 47 250 tonnes de porte-avions, 52 500 tonnes de destroyers et de 18 445 tonnes de sous-marins.
Les Français sont ulcérés par cet accord d'autant que Londres n'a pas consulté son allié français. La seconde conférence navale de Londres s'ouvre le 9 décembre 1935 et aboutit au Second Traité naval de Londres signé le 25 mars 1936 et entrant en vigueur le 22 août 1937, l'Italie y adhéra le 16 novembre 1938.
Parmi les dispositions de ce traité, le déplacement des croiseurs est limité à 8 000 tonnes et il est interdit jusqu'au 1er janvier 1943 de construire des croiseurs d'un calibre supérieur à 155 mm. Une clause de sauvegarde permettant de revoir ces limites au cas où la sécurité des signataires serait affectée. Cela obligea les britanniques pour la classe de croiseurs conventionnels succédant aux Town de revoit leurs plans. Globalement, les nouveaux croiseurs sont des dérivés à la baisse des Town avec néanmoins un schéma de protection revu avec une ceinture blindée plus longue mais aussi plus fine, un ravitaillement en munitions pour les canons de 102 mm améliorés.
Onze croiseurs allaient finalement être construits, tous portant le nom de territoires ayant le statut de colonies royales (Crown Colony) différent des Dominions, des protectorats ou encore des colonies à charte. Deux sous-classes peuvent être identifiées : le type Fiji qui regroupe les huit premiers croiseurs et le type Ceylon qui regroupe les trois derniers croiseurs construits selon un design modifié avec seulement trois tourelles triples de 152 mm pour permettre le renforcement de la DCA et améliorer la stabilité.

## Caractéristiques techniques
Leur déplacement standard était d'environ 8 000 tonnes et 10 725 tonnes à pleine charge (10 840 tonnes pour la sous-classe Ceylon). Ils avaient une longueur hors tout de 169,32 mètres, une largeur de 19 mètres et un tirant d’eau de 5,03 mètres. Les navires étaient propulsés par quatre turbines à engrenages Parsons alimentées en vapeur par quatre chaudières Admiralty à trois tubes développant 72 500 ch (80 000 ch pour la sous-classe Ceylon) et entraînant quatre hélices. Leur vitesse maximale était de 31,5 nœuds (32 nœuds pour la sous-classe Ceylon) avec une distance franchissable de 10 100 milles marins à une vitesse de 12 nœuds.
Leur protection comprenait un blindage à la ceinture de 82,6 mm au niveau des machines et de 89 mm au niveau des soutes à munitions. Le pont ayant un blindage de 51 mm, les tourelles de 25 à 51 mm, et les cloisons anti-torpilles de 38 à 51 mm. Les croiseurs disposaient d’un radar de veille aérienne type 279, d’un radar de veille combinée type 290, d’un radar d’acquisition de cibles type 273, d’un radar de conduite de tir type 285 (artillerie secondaire), un radar de conduite de tir type 282 pour l’artillerie légère et d’un radar de conduite de tir type 284 pour l’artillerie principale.
L'armement d’origine de la sous-classe Fiji comprenait 12 canons de 152 mm (6 pouces) Mark XXIII en quatre tourelles triples XXIII (deux avant et deux arrière), 8 canons de 102 mm QF Mark XVI en quatre affûts doubles HA Mark XIX installés latéralement deux par deux derrière la cheminée n ° 2, 8 canons de 2 livres Mark VIII en deux affûts quadruples Mark VII et deux plates-formes triples lance-torpilles de 533 mm. Pour la sous-classe Ceylon, l'armement armement d’origine comprenait 9 canons de 152 mm (6 pouces) Mark XXIII en trois tourelles triples XXIII (deux avant et une arrière en position « A » « B » et « Y »), 8 canons de 102 mm QF Mark XVI en quatre affûts doubles, 12 canons de 2 livres Mark VIII en trois affûts quadruples Mark VII et deux plates-formes triples lance-torpilles de 533 mm.
Les navires étaient équipés d'une catapulte axiale entre les deux cheminées, transportant deux hydravions Supermarine Walrus. Leur équipage comprenait 730 officiers et marins.

## Modifications
S'il faut attendre le conflit pour voir le débarquement de la tourelle X des Crown Colony possédant quatre tourelles, en septembre 1948, la DCA légère est composée désormais de deux affûts quadruples Pom-Pom ou de huit  canons de 40 mm Bofors en affûts doubles ainsi que de seize canons de 20 mm Oerlikon en affûts simples.

## Navires de la classe
| Nom           | Pennant number | Homonyme                                | Chantier naval                         | Commandé          | Pose de la quille | Lancé             | Commission        | Fin de carrière                                                                     | Photo       |
| groupe Fiji   | groupe Fiji    | groupe Fiji                             | groupe Fiji                            | groupe Fiji       | groupe Fiji       | groupe Fiji       | groupe Fiji       | groupe Fiji                                                                         | groupe Fiji |
| ------------- | -------------- | --------------------------------------- | -------------------------------------- | ----------------- | ----------------- | ----------------- | ----------------- | ----------------------------------------------------------------------------------- | ----------- |
| Fiji          | 58             | Colonie des Fidji                       | John Brown, Clydebank                  | 20 décembre 1937  | 30 mars 1938      | 31 mai 1939       | 5 mai 1940        | Coulé par un raid aérien lors de la bataille de Crète le 22 mai 1941                |             |
| Nigeria       | 60             | Colonie et Protectorat du Nigeria       | Vickers-Armstrong, Newcastle upon Tyne | 20 décembre 1937  | 8 février 1938    | 18 juillet 1939   | 23 septembre 1940 | Vendu à la Marine indienne en 1954                                                  |             |
| Mauritius     | 80             | Colonie de Maurice                      | Swan Hunter, Wallsend                  | 20 décembre 1937  | 13 mars 1938      | 19 juillet 1939   | 4 janvier 1941    | Démoli à Inverkeithing en 1965                                                      |             |
| Kenya         | 14             | Colonie du Kenya                        | Alexander Stephens and Sons, Linthouse | 20 décembre 1937  | 18 juin 1938      | 18 août 1939      | 28 août 1940      | Démoli à Faslane en 1962                                                            |             |
| Trinidad      | 46             | Trinité (Histoire de Trinité-et-Tobago) | HM Dockyard, Devonport                 | 1er décembre 1937 | 21 avril 1938     | 21 mars 1940      | 14 octobre 1941   | Sabordé après un raid aérien au Cap Nord le 15 mai 1942                             |             |
| Jamaica       | 44             | Colonie de Jamaïque                     | Vickers-Armstrong, Barrow-in-Furness   | 1er mars 1939     | 28 avril 1939     | 16 novembre 1940  | 29 juin 1942      | Démoli à Dalmuir en 1960                                                            |             |
| Gambia        | 48             | Colonie et Protectorat de Gambie        | Swan Hunter, Wallsend                  | 1er mars 1939     | 24 juillet 1939   | 30 novembre 1940  | 21 février 1942   | Transféré à la Royal New Zealand Navy de 1943 à 1946 Démoli à Inverkeithing en 1968 |             |
| Bermuda       | 52             | Bermudes                                | John Brown, Clydebank                  | 4 septembre 1939  | 30 novembre 1939  | 11 septembre 1941 | 5 août 1942       | Démoli à Briton Ferry en 1965                                                       |             |
| groupe Ceylon |                |                                         |                                        |                   |                   |                   |                   |                                                                                     |             |
| Ceylon        | 30             | Ceylan britannique                      | Alexander Stephens and Sons, Linthouse | 1er mars 1939     | 27 avril 1939     | 30 juillet 1942   | 13 juillet 1943   | Vendu à la Marine péruvienne en 1959                                                |             |
| Uganda        | 66             | Protectorat de l'Ouganda                | Vickers-Armstrong, Walker              | 1er mars 1939     | 20 juillet 1939   | 7 août 1941       | 3 janvier 1943    | Transféré dans la Royal Canadian Navy en 1944                                       |             |
| Newfoundland  | 59             | Dominion de Terre-Neuve                 | Swan Hunter, Wallsend                  | 4 septembre 1939  | 9 novembre 1939   | 19 décembre 1941  | 21 janvier 1943   | Vendu à la Marine péruvienne en 1959                                                |             |